# HD 12661 b
HD 12661 b é um planeta extrassolar orbitando a estrela HD 12661, na constelação de Aries. Este gigante gasoso possui uma massa equivalente a 2,5 massas jovianas. Este planeta perfaz uma órbita excêntrica dentro da zona habitável da estrela, o que torna possível a existência de vida em cada um de seus satélites, caso possuam atmosferas.